# Triaenops parvus
Espèce
Triaenops parvus est une espèce de chauves-souris de la famille des Hipposideridae.

## Répartition et habitat

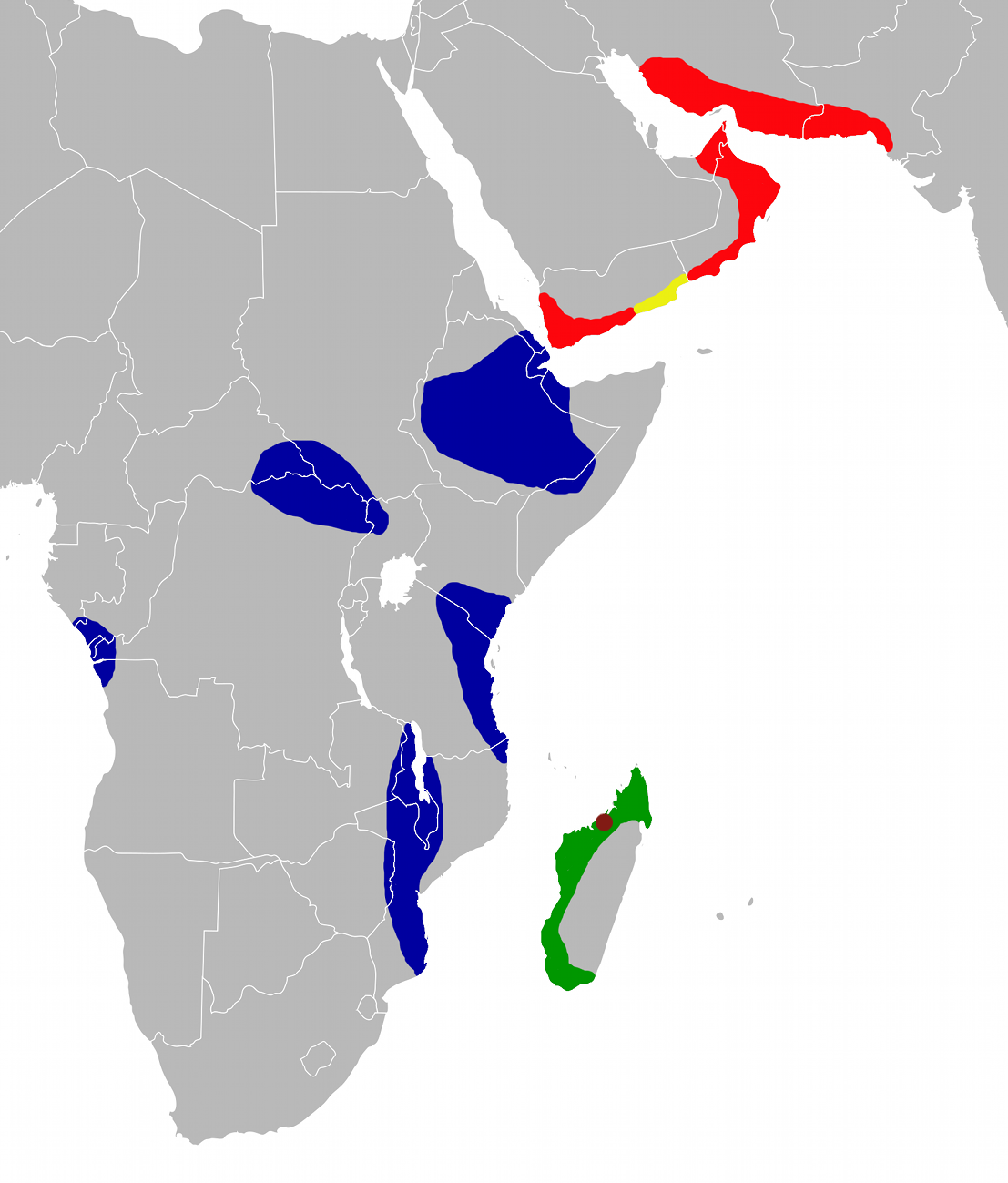
Distribution des différentes espèces du genre Triaenops :
Triaenops persicus
Triaenops persicus et Triaenops parvus
Triaenops afer
Triaenops menamena
Triaenops goodmani

Cette espèce vit dans le Sud de la péninsule arabe.

## Taxinomie
Triaenops parvus est décrite en 2009 par Petr Benda et Peter Vallo.